# Долар
До́лар (англ. dollar, від нім. Taler — старовинна срібна монета; в українській західній діаспорі поширена також назва доля́р) — назва валюти багатьох країн світу, включно Австралії, Белізу, Канади, Нової Зеландії, Намібії , Сінгапуру, Сінт-Естатіусу, Саба, Східного Тимору, Пуерто-Рико, Панами , Палау, Брунею, Бонайре, Британських Віргінських островів, Багам, Бермуд, Маршаллових островів, Соломонових островів, Сполучених Штатів Америки, Сальвадору, Еквадору, Тайваню, Гонконгу, Зімбабве, Фіджі, Мікронезії, Теркс і Кайкос, Ямайки і низки інших країн. Один долар зазвичай дорівнює 100 центам.

## Етимологія
Назва походить від слова «талер» (нім. Taler). Вперше слово «долар» (dollar) було використано як назва одного з різновидів шотландських монет — «долара з мечем» (англ. Sword Dollar), монети номіналом 30 шилінгів, яку карбували між 1567 і 1571 роками. Слово «долар» також зустрічається в п'єсі Вільяма Шекспіра «Макбет» (початок XVII століття):
|  | That now Sweno, the Norways 'king, craves composition: Nor would we deign him burial of his men Till he disbursed at Saint Colme's inch Ten thousand dollars to our general use. |

## Походження знака долара
Історія походження символу долара має безліч різних теорій і легенд, але науково доведеної версії не існує. Одна з поширених версій — можливе походження знака долара від іспанського песо. Рукописна абревіатура «ps» досить часто згадується в британських, американських, канадських, мексиканських та інших іспано-американських ділових листуваннях 1770-х років. Передбачається що від букви «P» залишилася лише вертикальна риса, а буква «S» використовувалася як фон, що дозволяло збільшити швидкість запису.
Із сучасних теорій розглядають і варіант видозміненого запису «US».

## Валюти з назвою «долар»
| Зображення | Код валюти | Назва                              | Період використання в обігу                          | Країна | Номінал в обігу |
| ---------- | ---------- | ---------------------------------- | ---------------------------------------------------- | --- | --- |
|            | AUD        | Австралійський долар               | З 1966                                               | Австралія | банкноти: 5, 10, 20, 50, 100 монети: 5, 10, 20, 50 центів, 1, 2 долари                                                                         |
|            | BSD        | Багамський долар                   | З 1966                                               | Багамські острови | банкноти: 1, 5, 10, 20, 50, 100 монети: 1, 5, 10, 15, 25 центів                                                                                |
|            | BBD        | Барбадоський долар                 | С 1973                                               | Барбадос | банкноти: 2, 5, 10, 20, 50, 100 монети: 5, 10, 25 центів, 1 долар                                                                              |
|            | BZD        | Белізський долар                   | З 1973 (як долар Британського Гондурасу в 1885—1973) | Беліз | банкноти: 2, 5, 10, 20, 50, 100 монети: 1, 5, 10, 25, 50 центів, 1 долар                                                                       |
|            | BMD        | Бермудський долар                  | С 1970                                               | Бермудські острови | банкноти: 2, 5, 10, 20, 50, 100 монети: 1, 5, 10, 25, 50 центів, 1 долар                                                                       |
|            | BND        | Брунейський долар                  | С 1967                                               | Бруней | банкноти: 1, 5, 10, 50, 100 монети: 1, 5, 10, 20 и 50 центів                                                                                   |
|            | немає      | Вест-індський долар                | 1935—1964                                            | Барбадос, Британська Гвіана, Тринідад і Тобаго, Британські Навітряні острові, Британські Підвітряні острови, Федерація Вест-Індії, Ямайка                                                                                      | |
|            | XCD        | Східно-карибський долар            | З 1965                                               | Антигуа і Барбуда, Домініка, Гренада, Монтсеррат, Сент-Кітс и Невіс, Сент-Люсія, Сент-Вінсент і Гренадини, Ангілья | банкноти: 5, 10, 20, 50, 100 монети: 1, 2, 5, 10, 25 центів, 1 долар                                                                           |
|            | немає      | Гавайський долар                   | 1847—1903                                            | Гаваї | |
|            | GYD        | Гаянський долар                    | З 1965                                               | Гаяна | банкноти: 20, 100, 500, 1000, 5000 монети: 1, 5, 10 доларів                                                                                    |
|            | HKD        | Гонконґівський долар               | З 1845                                               | Гонконг | банкноти: 10, 20, 50, 100, 500 и 1000 монети: 10, 20, 50 центів, 1, 2, 5, 10 доларів                                                           |
|            | ZWC        | Зімбабвійський долар               | 1981—2009                                            | Зімбабве | Через надвисоку інфляції 30 червня 2009 зімбабвійській долар припинив своє існування за рішенням Резервного Банку Зімбабве.                    |
|            | KYD        | Долар Кайманових островів          | З 1972                                               | Кайманові острови | банкноти: 1, 5, 10, 25, 50, 100 монети: 1, 5, 10, 25 центів                                                                                    |
|            | CAD        | Канадський долар                   | З 1858                                               | Канада | банкноти: 5, 10, 20, 50, 100 монети: 1, 5, 5, 10, 20, 50 центів, 1, 2, 5 доларів                                                               |
|            | немає      | Долар Кірибаті                     | З 1979                                               | Кірибаті | банкноти: немає монети: 1, 5, 10, 25 центів, 1, 2 долари                                                                                       |
|            | LRD        | Ліберійський долар                 | З 1944                                               | Ліберія | банкноти: 1, 5, 10, 20, 50 и 100 монети: 5, 10, 25, 50 центів, 1 долар                                                                         |
|            | немає      | Долар Малаї та Британського Борнео | 1953—1969                                            | Малайська Федерація, Сінгапур, Саравак, Північний Борнео, Бруней | |
|            | немає      | Малайський долар                   | 1939—1953                                            | Бруней, Джохор, Кедах, Келантан, Перліс, Сінгапур, Стрейтс Сетлментс, Тренгану, Федеровані малайські держави, Малайський Союз, Малайська Федерація                                                                             | |
|            |            | Міжнародний долар                  |                                                      | | |
|            | немає      | Монгольський долар                 | 1921—1925                                            | Богдо-ханська Монголія | банкноти: 10, 25, 50, 100 |
|            | NAD        | Намібійський долар                 | З 1993                                               | Намібія | банкноти: 10, 20, 50, 100 и 200 монети: 1, 2, 5, 10, 20 и 50 центів, 1, 2 та 5 доларів.                                                        |
|            | немає      | Долар Ніуе                         | З 2009                                               | Ніуе | банкноти: немає монети: 5, 10, 20, 50 центів, 1 долар                                                                                          |
|            | NZD        | Новозеландський долар              | З 1967                                               | Нова Зеландія, Ніуе, Острови Кука, Токелау, Піткерн. | банкноти: 5, 10, 20, 50, 100 монети: 10, 20, 50 центів, 1, 2 долари                                                                            |
|            | немає      | Ньюфаундлендський долар            | 1858—1949                                            | Ньюфаундленд. | |
|            | немає      | Долар Островів Кука                | З 1972                                               | Острови Кука | банкноти: 3, 10, 20, 50 монети: 10, 20, 50 центів, 1, 2, 5 доларів                                                                             |
|            | немає      | Долар Островів Піткерн             | З 1988                                               | Піткерн | банкноти: немає монети: 5, 10, 20, 50 центів, 1, 2, 5, 10, 25, 50, 250 доларів                                                                 |
|            | немає      | Долар Проток                       | 1904—1939                                            | Колонія Стрейтс-Сетлментс, Об'єднані Малайські Султанати, Необ'єднані Малайські Султанати, Саравак, Бруней та Північний Борнео.                                                                                                | |
|            | немає      | Родезійський долар                 | 1970—1981                                            | Зімбабве | |
|            | немає      | Долар Сараваку                     | 1858—1953                                            | Саравак | |
|            | немає      | Долар Північного Борнео            | 1882—1953                                            | Північний Борнео | |
|            | SGD        | Сінгапурський долар                | З 1967                                               | Сінгапур | банкноти: 2, 5, 10, 50, 100, 1000 монети: 1, 5, 10, 20, 50 центів, 1 долар                                                                     |
|            | SBD        | Долар Соломонових островів         | З 1977                                               | Соломонові острови | банкноти: 2, 5, 10, 20, 50, 100 монети: 1, 2, 5, 10, 20, 50 центів, 1 долар                                                                    |
|            | USD        | Долар США                          | З 1792                                               | США, Бермудські острови, Бонайре, Британські Віргінські острови, Східний Тимор, Зімбабве, Маршалові острови, Палау, Панама, Пуерто-Рико, Саба, Сальвадор, Сінт-Естатіус, Теркс і Кайкос, Федеративні Штати Мікронезії, Еквадор | банкноти: 1, 2, 5, 10, 20, 50, 100 (обмежено 500, 1000, 5000, 10 000, 100 000) монети: 1, 5, 10, 25, 50 центів, 1 долар                        |
|            | немає      | Долар КША                          | 1861—1861                                            | КША | банкноти: 5, 10, 50 центів, 1, 2, 5, 10, 20, 50, 100, 500, 1000 доларів 4 пробні монети номіналом 50 центів; 12 пробних монет номіналом 1 цент |
|            | SRD        | Суринамський долар                 | З 2004                                               | Суринам | банкноти: 1, 2½, 5, 10, 20, 50, 100 доларів монети: 1, 5, 10, 25, 100, 250 центів                                                              |
|            | немає      | Тайванський долар                  | 1946—1949                                            | Тайвань | |
|            | TWD        | Новий тайванський долар            | З 1949                                               | Тайвань | банкноти: 100, 200, 500, 1000, 2000 монети: ½, 1, 5, 10, 50                                                                                    |
|            | TTD        | Долар Тринідаду та Тобаго          | З 1964                                               | Тринідад і Тобаго | банкноти: 1, 5, 10, 20, 100 монети: 1, 5, 10, 25 и 50 центів                                                                                   |
|            | TVD        | Долар Тувалу                       | С 1976                                               | Тувалу | банкноти: немає монети: 5, 10, 20, 50 центів, 1 долар                                                                                          |
|            | FJD        | Долар Фіджі                        | З 1969                                               | Фіджі | банкноти: 1, 2, 5, 10, 20, 50, 100 монети: 1, 2, 5, 10, 20, 50 центів, 1 долар                                                                 |
|            | немає      | Долар Цзяо-Чжоу                    | 1907—1914                                            | Цзяо-Чжоу | |
|            | немає      | Ефіопський долар                   | 1945—1976                                            | Ефіопія | |
|            | JMD        | Ямайський долар                    | З 1969                                               | Ямайка | банкноти: 1, 2, 5, 10, 20, 50, 100, 500, 1000 монети: 1, 5, 10, 20                                                                             |
|            | немає      | Японський окупаційний долар        | 1942—1945                                            | Сінгапур, Британська Малайя, Північний Борнео, Саравак, Бруней, Бірма | |